# 박강수 (정치인)
박강수(朴康洙, 1959년 6월 21일)는 대한민국의 정치인이다. 제45대 마포구청장이다.
2022년 국민의힘 소속으로 마포구청장에 도전하였고,
서울 5곳 구청장 리턴 매치 중 유일하게 승리하면서 지방선거 화제가 된 바 있다. 관련 기사

## 경력
- 시사포커스 대표
- 제20대 대통령직인수위원회 국민통합위원회 자문위원
- 한국인터넷신문기자협회 회장
- 한국장애인 국가대표선수위원회 후원회 상임고문
- 한국장애인선수 서포터즈(붉은태양)회장(前)
- 한국장애인 올림픽선수위원회 후원 회장(前)
- 장애인이 행복한 나라를 만드는 사람들 대표(前)
- IMF 당시 재외동포 모국경제 살리기 운동 공동대표(前)
- 환경사회단체협의회 공동의장(前)
- 전국자연보호중앙회 회장(前

## 역대 선거 결과
|  | 23.09% |

|  | 48.73% |

| 전임 유동균 | 제45대 서울특별시 마포구청장(민선) 2022년 7월 1일~ |  |